# Mühlenroute

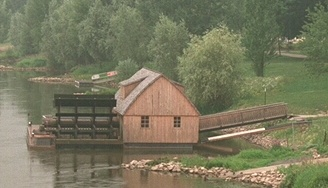
Schiffmühle Minden

Die Mühlenroute, die auch als Westfälische Mühlenroute bezeichnet wird, ist ein Radrundweg im Mühlenkreis Minden-Lübbecke in Nordrhein-Westfalen, streckenweise auch durch die angrenzenden Kreise Herford und Nienburg.
Die Mühlenroute verbindet über 40 restaurierte Wind-, Wasser- und Rossmühlen auf einem Rundkurs von ca. 280 km. Nirgendwo in Deutschland gibt es noch eine solche Vielzahl funktionstüchtiger Mühlen unterschiedlichster Bauart.
Die Hauptroute ist 280 km lang (465 Hm) und führt entlang der Weser, am Wiehengebirge vorbei und durch flache Moor- und Kulturlandschaften. Der höchste Punkt befindet sich auf 167 m über NHN, der niedrigste Punkt auf 29 m. 
Von April bis Oktober sind die Mühlen an den Mahl- und Backtagen abwechselnd in Betrieb.

## Hauptroute
Startpunkt ist die Schiffmühle in Minden. In südöstlicher Richtung geht es nach Porta Westfalica, dann entlang der Weser und am Fuß des Wiehengebirges in westlicher Richtung nach Preußisch Oldendorf. Weiter geht es nördlich nach Stemwede, danach in einem Bogen in östlicher Richtung nach Petershagen, von dort aus wieder beiderseits der Weser zurück nach Minden.

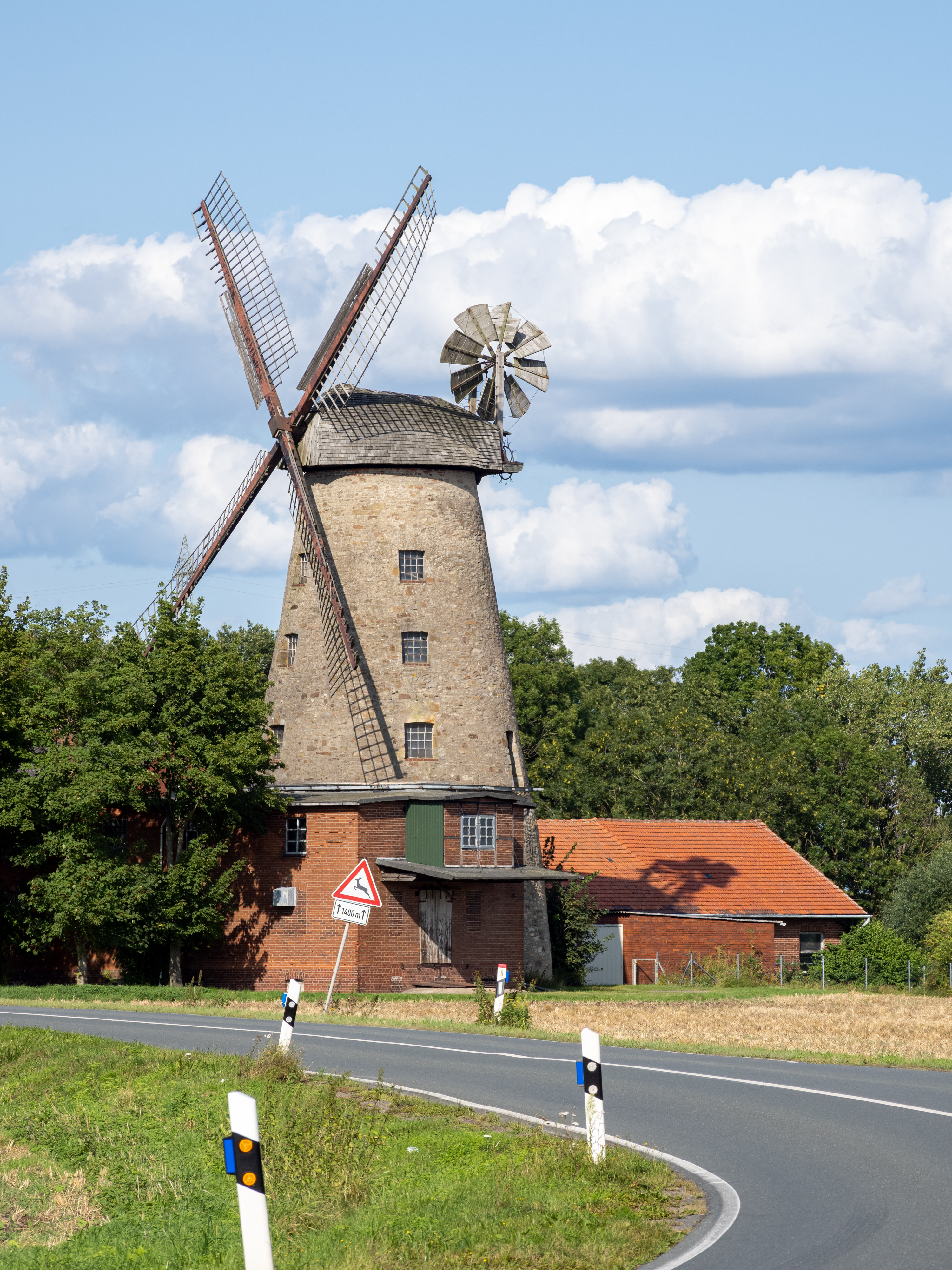
Pottmühle in Petershagen

## Tagestouren
Die Mühlenroute kann auch in 6 einzelnen kürzeren Runden befahren werden: Von Minden (58 km, 31 Hm), Petershagen (55 km, 50 Hm), Bad Oeynhausen (74 km, 300 Hm), Lübbecke (72 km, 236 Hm) und  Rahden (86 km, 50 Hm, und 49 km, 22 Hm) aus.